# Libby Trickett
Lisbeth « Libby » Constance Trickett OAM, née Lenton le 28 janvier 1985 à Townsville, est une nageuse australienne.
Elle a gagné trois titres olympiques dont un individuel sur 100 m papillon.

## Palmarès

### Jeux olympiques
- Jeux olympiques de 2004 à Athènes (Grèce)
  -  Médaille d'or au relais 4 × 100 m nage libre (3 min 35 s 94)
  -  Médaille de bronze sur 50 m nage libre (24 s 91)

- Jeux olympiques de 2008 à Pékin (Chine)
  -  Médaille d'or sur 100 m papillon.
  -  Médaille d'or au relais 4 × 100 m 4 nages (RM en 3 min 52 s 69)
  -  Médaille d'argent du 100 m nage libre
  -  Médaille de bronze au relais 4 × 100 m nage libre (3 min 35 s 05)

### Championnats du monde
Grand bassin
- Championnats du monde 2003 à Barcelone (Espagne)
  -  Médaille de bronze sur 50 m nage libre (25 s 08)
  -  Médaille de bronze au relais 4 × 100 m nage libre (3 min 38 s 83)

- Championnats du monde 2005 à Montréal (Canada)
  -  Médaille d'or sur 50 m nage libre (24 s 59)
  -  Médaille d'or au relais 4 × 100 m nage libre (3 min 37 s 32)
  -  Médaille d'or au relais 4 × 100 m 4 nages (3 min 57 s 47)
  -  Médaille d'argent sur 100 m papillon (57 s 37)
  -  Médaille d'argent au relais 4 × 200 m nage libre (7 min 54 s 56)

- Championnats du monde 2007 à Melbourne (Australie)
  -  Médaille d'or sur 50 m nage libre (24 s 53)
  -  Médaille d'or sur 100 m nage libre (53 s 40)
  -  Médaille d'or sur 100 m papillon (57 s 15)
  -  Médaille d'or au relais 4 × 100 m nage libre (3 min 35 s 48)
  -  Médaille d'or au relais 4 × 100 m 4 nages (3 min 55 s 74 RM)

- Championnats du monde 2009 à Rome (Italie) :
  -  Médaille d'argent au relais 4 × 100 m 4 nages
  -  Médaille de bronze sur 100 m nage libre
  -  Médaille de bronze au relais 4 × 100 m nage libre

Petit bassin
- Championnats du monde 2004 à Indianapolis (États-Unis)
  -  Médaille d'or sur 100 m nage libre (52 s 67)
  -  Médaille d'or au relais 4 × 100 m 4 nages (3 min 54 s 95)
  -  Médaille d'argent sur 50 m nage libre (24 s 54)
  -  Médaille d'argent au relais 4 × 200 m nage libre (7 min 51 s 39)
  -  Médaille de bronze sur 50 m papillon (26 s 53)
  -  Médaille de bronze au relais 4 × 100 m nage libre (3 min 36 s 18)

- Championnats du monde 2006 à Shanghai (Chine)
  -  Médaille d'or sur 50 m nage libre (23 s 97)
  -  Médaille d'or sur 100 m nage libre (52 s 33)
  -  Médaille d'or sur 100 m papillon (56 s 61)
  -  Médaille d'or au relais 4 × 100 m 4 nages (3 min 51 s 84 RM)
  -  Médaille d'or au relais 4 × 200 m nage libre (7 min 46 s 96)
  -  Médaille d'argent au relais 4 × 200 m nage libre (3 min 34 s 95)

## Records

### Grand bassin (50 m)
- Individuel
  - 50 m nage libre en 23 s 97 le 29/03/2008 à Sydney  Australie
  - 100 m nage libre en 52 s 88 le 27/03/2008 à Sydney  Australie
- Relais
  - Relais 4 × 100 m 4 nages en 3 min 55 s 74 le 31/03/2007 à Melbourne  Australie

### Petit bassin (25 m)
- Individuel
  - 100 m nage libre record du monde en 51 s 70 le 09/08/2005 à Melbourne  Australie
  - 200 m nage libre ancien record du monde en 1 min 53 s 29 le 19/11/2005 à Sydney  Australie
  - 100 m papillon record du monde en 55 s 95 le 28/08/2006 à Hobart  Australie
- Relais
  - Relais 4 × 100 m 4 nages en 3 min 51 s 84 le 07/04/2006 à Shanghai  Chine

## Distinction
- Membre de l'International Swimming Hall of Fame en 2018